# 香港足球會國際七人足球賽
香港足球會國際七人足球賽（英文：HKFC Soccer Sevens）是香港的國際性七人足球賽事之一，1999年由香港足球會創辦。賽事於每年5月間舉行，分為主賽和名人賽（元老賽）。
賽事分為盃賽及碟賽，16支球隊參加的盃賽是開放年齡組別（球員必須至少16歲），主要由來自歐洲球會的青年及足球學院隊伍對抗來自亞洲聯賽的資深球員；10支球隊參加的碟賽是為35歲及以上球員而設，主要由歐洲頂級聯賽的退役球員參加，祖根·奇連士文、约翰·巴恩斯、安迪·高爾、馬菲·拿鐵斯曾在碟賽中參賽。每場比賽有兩個七分鐘的半場休息，而決賽則是每半場10分鐘，中場休息三分鐘。比賽有兩個階段，分別是小組賽和淘汰賽。在盃賽的小組賽中，球隊被分為四組，每組四支球隊。每組進行循環賽，每隊與同組其他隊伍進行三場比賽。小組賽中前兩名的隊伍晉級爭標淘汰賽，而後兩名的隊伍晉級名次淘汰賽。在碟賽中，12支球隊被分為三組，每組四支球隊。淘汰賽是一個單淘汰制的比賽，球隊進行一場比賽，如果需要決勝負，則使用十二碼來決定勝者。

## 歷屆冠軍
| 1999 | 布力般流浪                                               | 些路迪                                                   | Carling明星隊                                            | 羅倫仕明星隊                                             |                                                          |                                                          |
| 2000 | 快譯通                                                   | 車路士                                                   | 羅倫仕明星隊                                             | 快譯通                                                   |                                                          |                                                          |
| 2001 | 阿仙奴                                                   | 快譯通                                                   | 快譯通元老隊                                             | 羅倫仕明星隊                                             |                                                          |                                                          |
| 2002 | 阿士東維拉                                               | 阿仙奴                                                   | 飛利浦照明明星隊                                         | 邦迪                                                     |                                                          |                                                          |
| 2003 | SARS停辦                                                 | SARS停辦                                                 | SARS停辦                                                 | SARS停辦                                                 |                                                          |                                                          |
| 2004 | 阿士東維拉                                               | 曼聯                                                     | 飛利浦照明明星隊                                         | Jade Rattan                                              |                                                          |                                                          |
| 2005 | 浦和紅鑽                                                 | 燕豪芬                                                   | 羅倫仕明星隊                                             | 飛利浦照明明星隊                                         |                                                          |                                                          |
| 2006 | 浦和紅鑽                                                 | 阿士東維拉                                               | 羅倫仕明星隊                                             | 飛利浦照明明星隊                                         |                                                          |                                                          |
| 2007 | 阿士東維拉                                               | 中岸水手                                                 | 羅倫仕明星隊                                             | 飛利浦照明明星隊                                         |                                                          |                                                          |
| 2008 | 阿士東維拉                                               | 些路迪                                                   | 格拉斯哥流浪明星隊                                       | Mel Hood明星隊                                           |                                                          |                                                          |
| 2009 | 些路迪                                                   | 格拉斯哥流浪                                             | 金彩足球隊                                               | 足球人生                                                 |                                                          |                                                          |
| 2010 | 阿士東維拉                                               | 格拉斯哥流浪                                             | KFC東京                                                  | 高爾明星隊                                               |                                                          |                                                          |
| 2011 | 傑志                                                     | 些路迪                                                   | 頂級FC                                                   | Citibank明星隊                                           |                                                          |                                                          |
| 2012 | 紐卡素                                                   |                                                          | AFC Ajax明星隊                                           |                                                          |                                                          |                                                          |
| 2013 | 萊斯特城                                                 |                                                          | 格拉斯哥流浪明星隊                                       |                                                          |                                                          |                                                          |
| 2014 | 曼城                                                     |                                                          | Aegon Ajax明星隊                                         |                                                          |                                                          |                                                          |
| 2015 | 西班牙                                                   |                                                          | USRC-BTS                                                 |                                                          |                                                          |                                                          |
| 2016 | 英格兰                                                   |                                                          | 花旗銀行明星隊                                           |                                                          |                                                          |                                                          |
| 2017 | 萊斯特城                                                 |                                                          | 花旗銀行明星隊                                           |                                                          |                                                          |                                                          |
| 2018 | 紐卡素                                                   |                                                          | 愉景灣                                                   |                                                          |                                                          |                                                          |
| 2019 | 紐卡素                                                   |                                                          | 禾辛特男童會                                             |                                                          |                                                          |                                                          |
| 2020 | 由於COVID-19大流行和持續的香港抗議活動，該比賽未能舉行。 | 由於COVID-19大流行和持續的香港抗議活動，該比賽未能舉行。 | 由於COVID-19大流行和持續的香港抗議活動，該比賽未能舉行。 | 由於COVID-19大流行和持續的香港抗議活動，該比賽未能舉行。 | 由於COVID-19大流行和持續的香港抗議活動，該比賽未能舉行。 | 由於COVID-19大流行和持續的香港抗議活動，該比賽未能舉行。 |
| 2021 | 由於COVID-19大流行和持續的香港抗議活動，該比賽未能舉行。 | 由於COVID-19大流行和持續的香港抗議活動，該比賽未能舉行。 | 由於COVID-19大流行和持續的香港抗議活動，該比賽未能舉行。 | 由於COVID-19大流行和持續的香港抗議活動，該比賽未能舉行。 | 由於COVID-19大流行和持續的香港抗議活動，該比賽未能舉行。 | 由於COVID-19大流行和持續的香港抗議活動，該比賽未能舉行。 |
| 2022 | 由於COVID-19大流行和持續的香港抗議活動，該比賽未能舉行。 | 由於COVID-19大流行和持續的香港抗議活動，該比賽未能舉行。 | 由於COVID-19大流行和持續的香港抗議活動，該比賽未能舉行。 | 由於COVID-19大流行和持續的香港抗議活動，該比賽未能舉行。 | 由於COVID-19大流行和持續的香港抗議活動，該比賽未能舉行。 | 由於COVID-19大流行和持續的香港抗議活動，該比賽未能舉行。 |
| 2023 | 萊斯特城                                                 |                                                          | 禾辛特男童會                                             |                                                          |                                                          |                                                          |

## 官方網站
- 香港足球會國際七人足球賽 （页面存档备份，存于）